# James Jabara
James Jabara (Muskogee, 10 ottobre 1923 – Delray Beach, 17 novembre 1966) è stato un militare e aviatore statunitense, già distintosi nel corso della seconda guerra mondiale dove effettuò 108 missioni operative a bordo dei caccia North American P-51 Mustang conseguendo 1,5 vittorie aeree. Divenne asso dell'aviazione da caccia nel corso della guerra di Corea abbattendo quindici aerei nemici.

## Biografia
Nacque a Muskogee, Oklahoma, il 10 ottobre 1923, figlio di John. Poco dopo la sua nascita la famiglia si spostò a Wichita, nel Kansas, dove suo padre aprì una rosticceria. Entrò negli Scout in giovane età, lavorò nel negozio di alimentari dei suoi genitori e si diplomò alla Wichita North High School nel maggio 1942, in piena seconda guerra mondiale. Si arruolò come cadetto nell'United States Air Force a Fort Riley, Kansas. Dopo aver frequentato quattro scuole di volo in Texas, nell'ottobre 1943 ricevette il brevetto di pilota e il grado di sottotenente a Moore Field, Texas, nell'ottobre 1943.

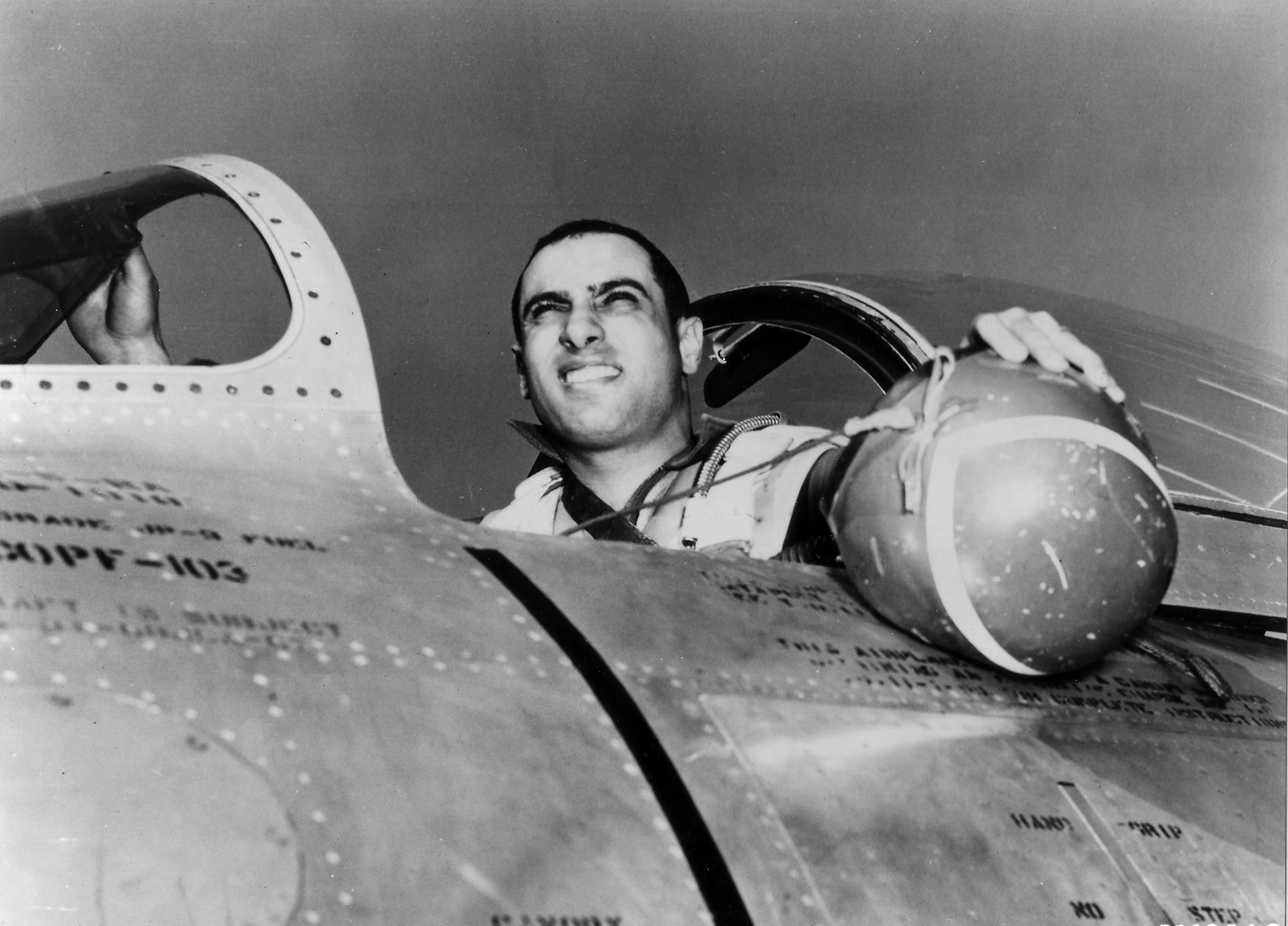
Jabara seduto nell'abitacolo di un F-86, circa 1951.

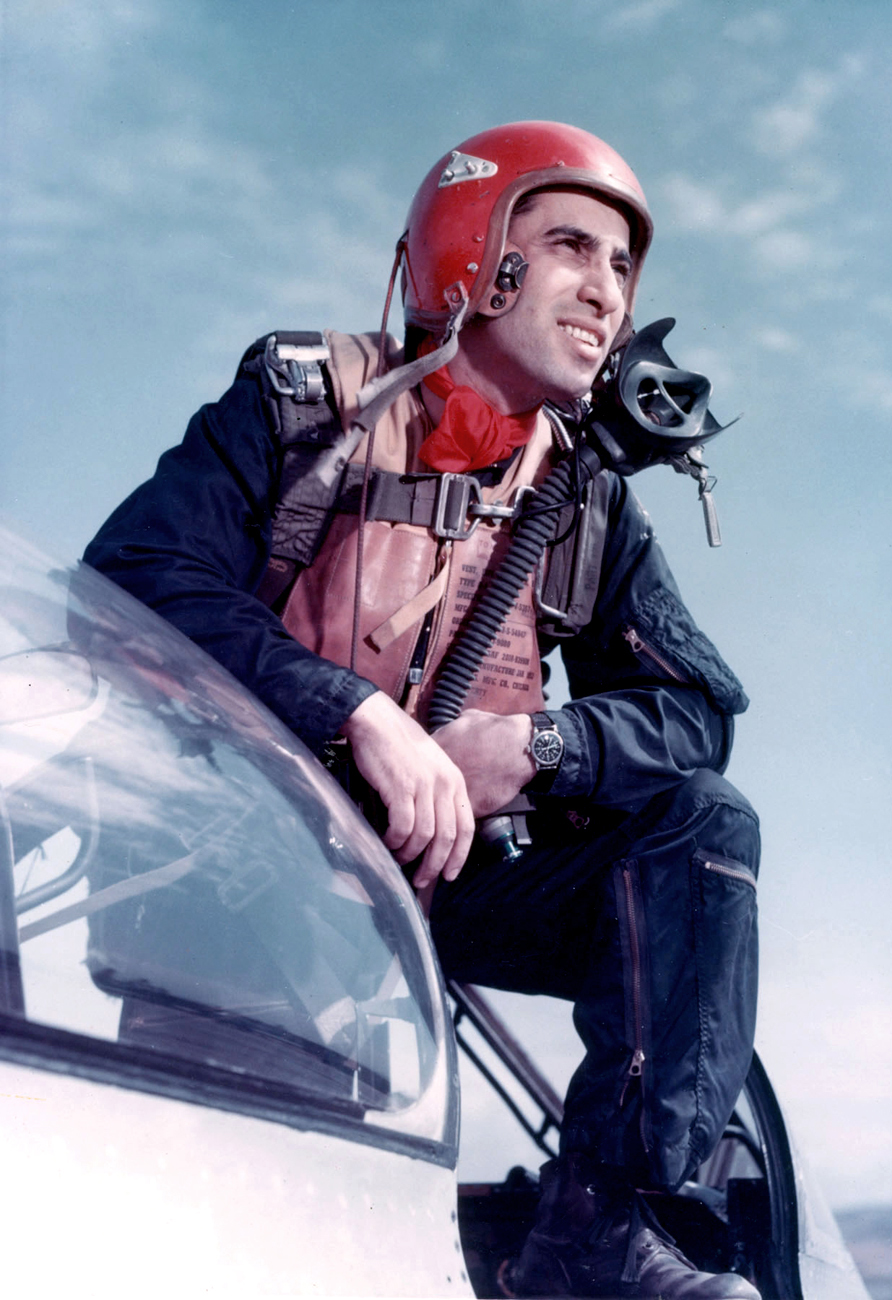
Jabara in piedi all'interno dell'abitacolo di un F-86 Sabre nell'aprile 1953.

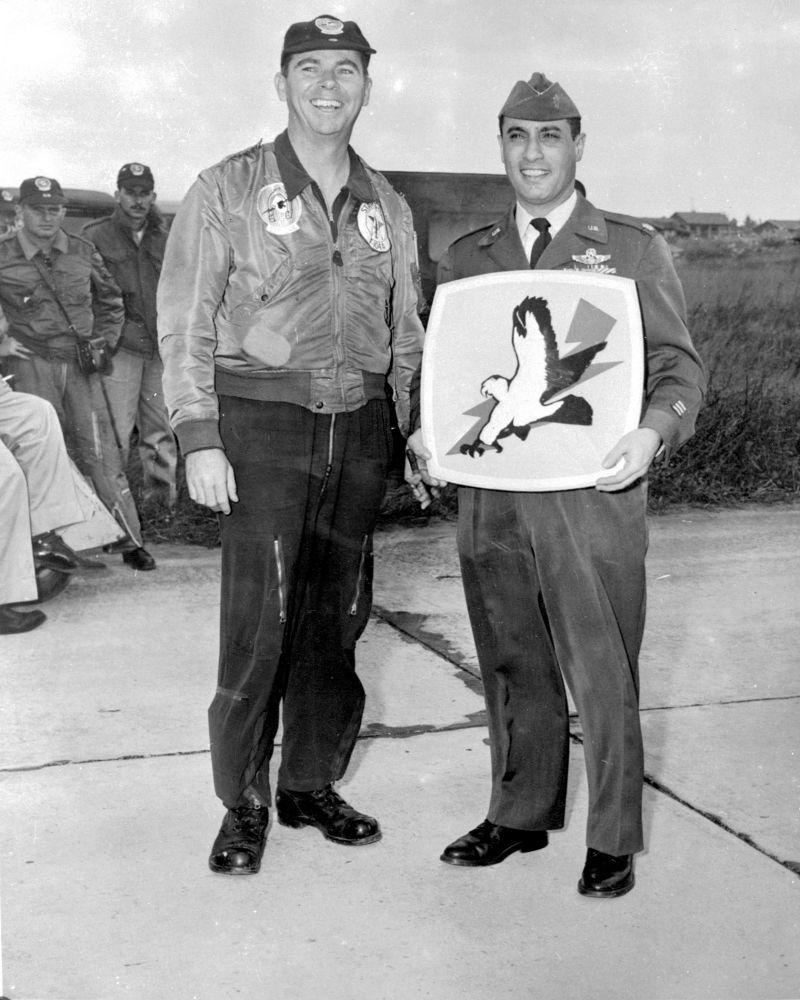
Per la difesa aerea di Taiwan al 337th Fighter-Interceptor Squadron successe l'83rd Fighter-Interceptor Squadron, Jabara e a sinistra, base aerea di Taoyuan, 1958.

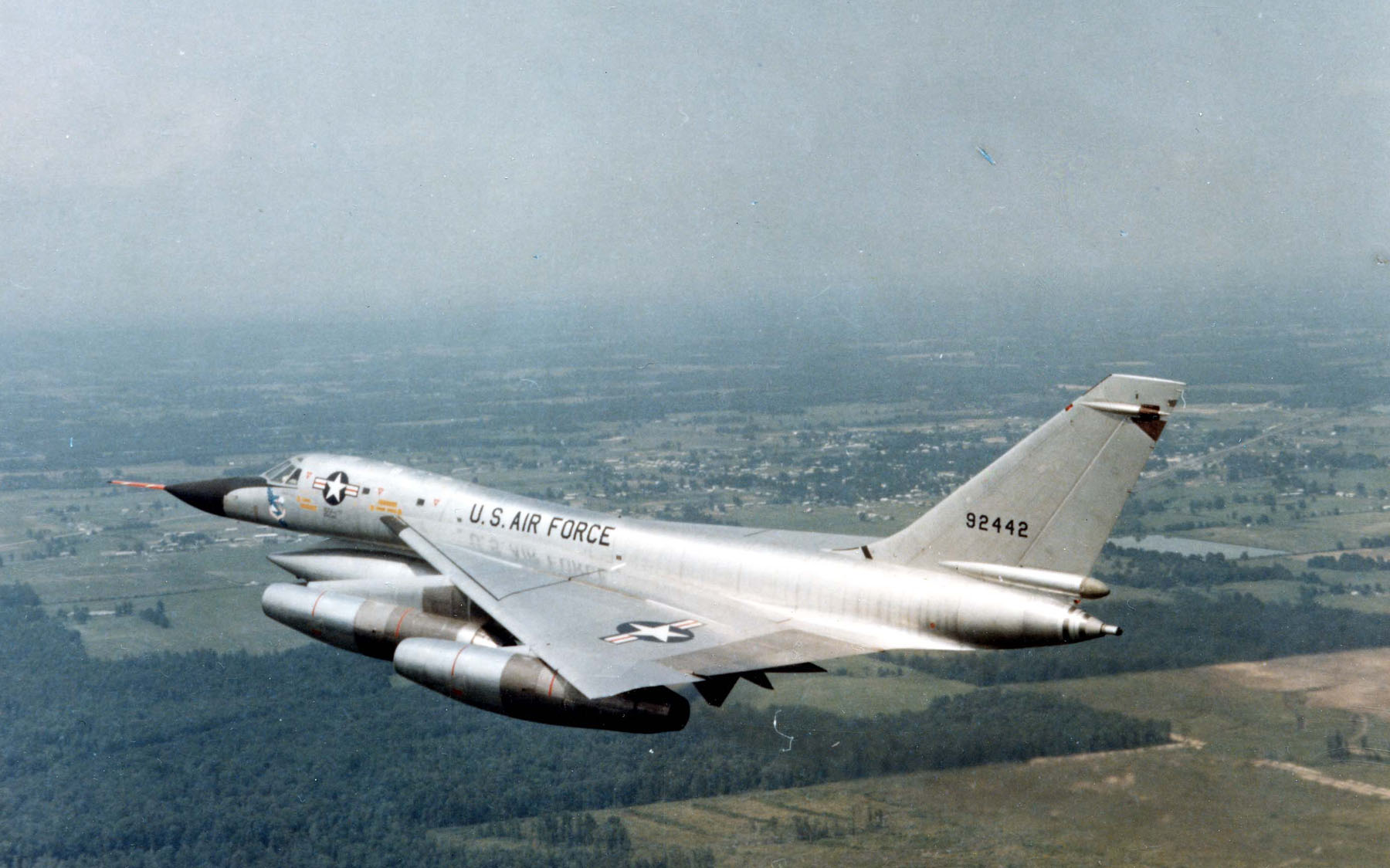
Il Convair B-58 Hustler, primo bombardiere supersonico, su cui volò Jabara dopo la guerra di Corea.

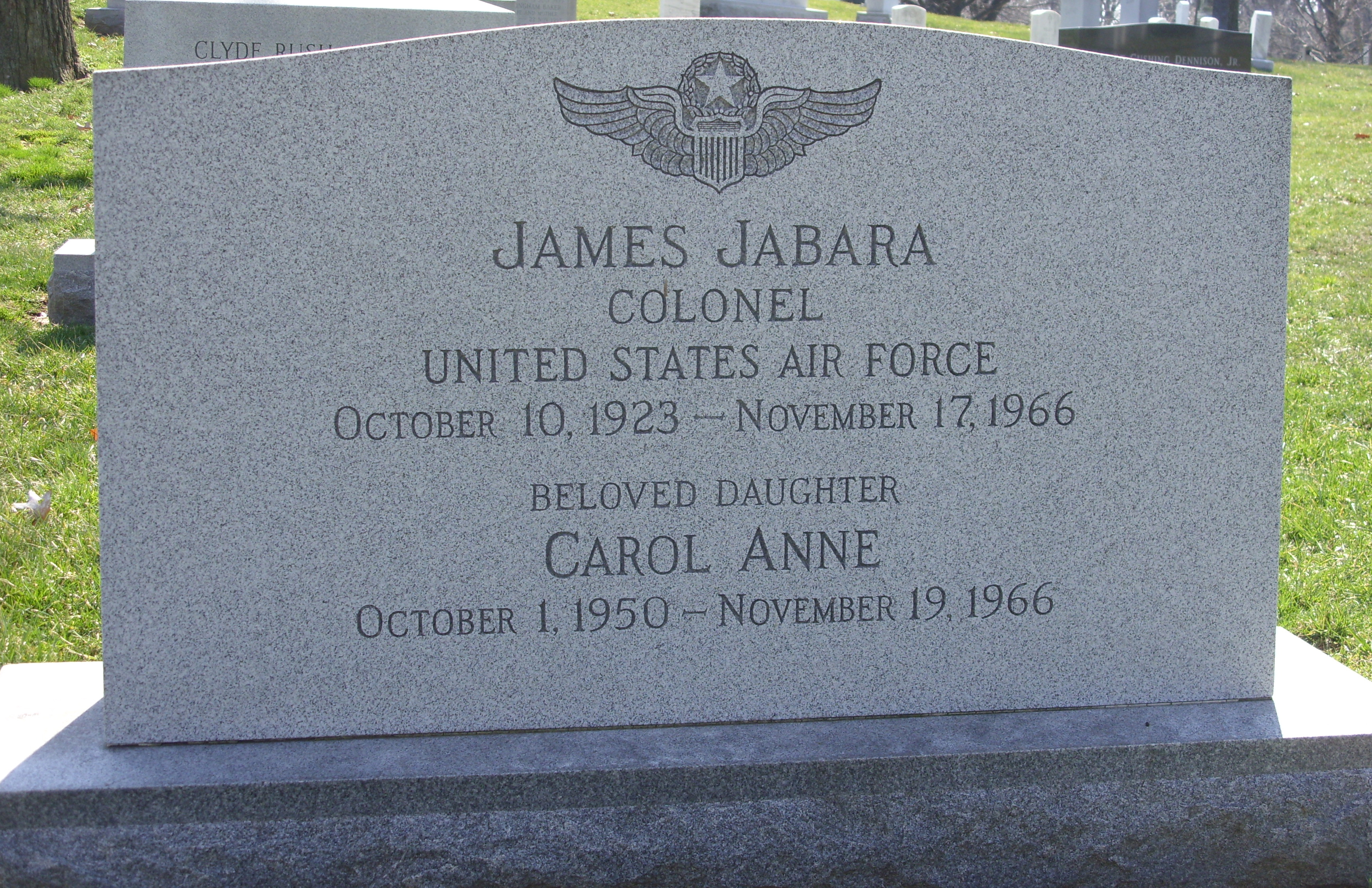
La tomba di Jabara e di sua figlia presso il Cimitero nazionale di Arlington.

Nel gennaio 1944 fu assegnato al 382nd Fifghter Squadron del 363rd Fighter Group della 9th Air Force di stanza in Inghilterra, dotato dei caccia North American P-51 Mustang, Nella sua prima missione consistette nell'attaccare obiettivi ferroviari tedeschi in Belgio. Nel marzo 1944, mentre stava scortando bombardieri diretti a colpire obiettivi ferroviari in Germania, la sua formazione, composta da 4 P-51, venne attaccata da una formazione di 50 caccia Messerschmitt Bf 109. Nel corso del combattimento il suo tettuccio venne distrutto, ma egli inseguì un aereo nemico abbattendolo. Con una temperatura esterna di -35° si portò a 3 000 metri di quota, e nonostante il fuoco dell'artiglieria contraerea, riuscì a rientrare alla base. Fino alla fine del mese di ottobre eseguì missioni di attacco al suolo sulla Francia e sui Paesi Bassi, e terminato il ciclo operativo rientrò negli Stati Uniti d'America operando come istruttore. Tornò in Europa nel febbraio 1945, assegnato al 355th Fighter Group della 8th Air Force, effettuando un totale di 108 missioni belliche in cui gli vennero accreditati l'abbattimento di un aereo singolarmente e di un altro in collaborazione, oltre a quattro distrutti al suolo. Sopravvisse anche a due collisioni aeree, una con un compagno di formazione e l'altra con un pilota nemico. Secondo quanto riferito, dopo la collisione con il pilota della Luftwaffe, i due si lanciarono con il paracadute per incontrarsi a terra, dove si strinsero la mano e poi si allontanarono in direzioni diverse. Fu insignito delle Distinguished Flying Cross e dell'Air Medal. Rientrò negli USA nel gennaio 1946 per frequentare la Scuola tattica (Tactical Air School) sulla Tyndall AFB per tutto il resto dell'anno. Terminato il corso si offrì volontario per essere destinato al dipartimento del personale del 53nd Fighter Group di base ad Okinawa, nel Mar del Giappone. Nel 1948 volò per la prima volta su un caccia a reazione, un Lockheed P-80 Shooting Star, e ritornato negli Stati Uniti fu assegnato in servizio al 4th Fighter Interceptor Wing a Langley Field, Virginia, dove volò sul caccia North American F-86 Sabre, appena divenuto operativo. Volò sullo F-86A per circa un anno, compreso un periodo trascorso sul New Castle County Airport in Delaware. Il 25 giugno 1950, le truppe nordcoreane attraversarono il 50º parallelo e attaccarono diversi obiettivi chiave della Corea del Sud. Le forze statunitensi iniziarono ad arrivare nella penisola coreana, e il suo reparto, il 334th Fighter Interceptor Squadron del 4th Fighter-Interceptor Wing, assegnato alla 5th Air Force arrivò sull'aeroporto di Kimpo il 13 dicembre 1950. Da lì gli F-86 non avevano una autonomia sufficiente per volare oltre Pyongyang, e nel marzo 1951, il 334th FIS si spostò verso nord verso Suwon, permettendo così ai suoi F-86 di pattugliare un'area sita a nord-ovest alla Corea settentrionale, denominata dai piloti americani "Il vicolo dei MiG" ("MiG Alley"), mentre i piloti russi che volavano sui Mikoyan-Gurevich MiG-15 la chiamavano "Salsiccia". Entro il 2 gennaio 1951, aveva effettuato cinque missioni di combattimento sul'F-86 e aveva danneggiato un caccia a reazione nordcoreano MiG-15 in combattimento aereo. Ottenne la sua prima vittoria confermata il 3 aprile 1951 quando 12 F-86 Sabre affrontarono 12 MiG-15 che volavano sul lato cinese dello Yalu, dove gli americani non potevano spingersi. Quando i MiG-15 entrarono in territorio nordcoreano gli F-86 attaccarono immediatamente, ed egli ne abbatté uno. Gliene fu accreditato un altro il 10 aprile, un terzo il 12 aprile e un quarto il 22 aprile. Desideroso di ottenere la sua quinta vittoria per essere considerato un asso dell'aviazione, si trasferì volontariamente al 335th Fighter-Interceptor Squadron quando il 334th fu spostato in Giappone.
Il 20 maggio si alzò in volo con una formazione di 7 F-86, insieme al suo gregario tenente Salvatore Kemp, e mentre gli aerei volavano sul Mar della Cina fu avvistata una formazione di 30 MiG-15 che volavano sopra i velivoli americani. Quando giunse l'ordine di sganciare i serbatoi supplementari uno di questi rimase agganciato e dovette afferrare la cloche con tutte e due le mani per mantenere il controllo del velivolo. Le procedure operative prevedevano il rientro alla base, ma egli decise di entrare in azione insieme al suo gregario. Avvicinatosi a un MiG-15 lo colpì con tre raffiche di mitragliatrice alla fusoliera e all'ala sinistra. Il caccia nemico scese di quota da 8 200 a 3 000 metri, dove il pilota di eiettò e l'aereo si disintegrò in volo pochi secondi dopo. Poco dopo ne attaccò un altro che prese fuoco e iniziò a precipitare in vite. Il combattimento tra 30 F-86 e 50 MiG-15, della durata di 20 minuti, era avvenuto vicino a Sinŭiju. Durante il rientro alla base di Suwon il suo caccia era così a corto di carburante che dovette spegnere il motore e planare verso di essa ed accenderlo solo poco prima dell'atterraggio. Il giorno dopo fu escluso dal servizio e mandato a Tokyo dove il generale Partridge gli conferì la Distinguished Service Cross, rientrando quindi negli USA per un giro di propaganda come primo asso dell'USAF della guerra di Corea.
Tornato a casa in Kansas, la reputazione della sua famiglia crebbe vertiginosamente e il loro negozio di generi alimentari era di frequente all'attenzione delle televisioni e delle radio. Parte della sua celebrità incluse un discorso all'estero durante una visita alla città di origine della sua famiglia, Marjayoun, in Libano.
Fu quindi assegnato all'Air Training Command come istruttore presso la Scott AFB in Illinois, rimanendovi per il resto del 1951 e tutto il 1952. Promosso maggiore, dietro suo insistenza ritornò in Corea nel gennaio 1953, assegnato al 334th Fighter Interceptor Squadron, del 4th Fighter Wing allora al comando del colonnello James K. Johnson, equipaggiato con i nuovi F-86F. In marzo ed aprile eseguì anche due missioni al giorno, senza successo, cogliendo la settima vittoria il 16 maggio 1953, quando abbatte un MiG-15. Il giorno 26 ne distrusse altri due, e ulteriori due il 10 giugno. Il giorno 18 colse di sorpresa un MiG-15 danneggiato e lo abbatté. Il 30 giugno abbatte un MiG-15 nella sua prima missione giornaliera. La seconda missione prevedeva la scorta di cacciabombardieri F-86F Sabre e si concluse con l'abbattimento di un altro MiG-15 prima di finire sotto il fuoco pesante di altri caccia nemici. Nel tentativo di eludere il loro attacco, accelerò rapidamente ma il motore si spense decidendo quindi di portare il suo aereo verso l'oceano per poter planare verso il mare e paracadutarsi in caso di incidente, tuttavia fu grado di riavviare il motore e ritornare alla base di Suwon.
Registrò la sua 15ª e ultima vittoria il 15 luglio. Due giorni dopo volò effettuò le sue ultime due missioni e, sebbene fosse ansioso di trovare altri MiG-15 nel tentativo di eguagliare o superare le 16 vittorie aeree di Joseph C. McConnell, non entrò mai in azione.
Completato il secondo turno di servizio ritornò negli Stati Uniti nel luglio 1953 e fu assegnato come comandante del 4750th Training Squadron sulla Yuma AFB, Arizona. Nel gennaio 1957 andò alla Eglin AFB, Florida, per unirsi al 3243rd Test Group per collaudare i caccia Lockheed F-104 Starfighter. Dapprima riassegnato al quartier generale della 32d Air Division a Syracuse, New York, nel febbraio 1958 entrò in servizio come comandante presso il 337th Fighter Interceptor Squadron, dotato degli F-104, basato sulla Westover AFB, Massachusetts. Nell'agosto 1958 il suo Squadron fu rischierato a Taiwan, dove volò in missioni operative contro velivoli della Cina comunista a bordo dell'F-104 Starfighter.
Dal luglio 1960 al giugno 1961 frequentò l'Air War College sulla Maxwell AFB, e poi assunse il comando del 43rd Bomber Wing, equipaggiato con i bombardieri supersonici Convair B-58 Hustler sulla Carswell AFB, Texas. Promosso colonnello divenne comandante del 31st Tactical Fighter Wing dotato dei cacciabombardieri North American F-100 Super Sabre, basato sulla Homestead AFB, Florida. Nel 1966 si offri volontario per un turno di servizio nel Vietnam. Effettuò la sua prima missione nel luglio 1966, unendosi a un gruppo di volo equipaggiato con gli F-100 Super Sabre per un bombardamento che danneggiò diversi edifici detenuti dai Viet Cong nel Vietnam del Sud. Tornò alla Homestead AFB circa una settimana dopo la missione. Perse la vita in un incidente stradale il 17 novembre 1966, quando la macchina condotta dalla figlia Carol uscì di strada, a Delray Beach, Florida, mentre erano in viaggio verso Myrtle Beach, Carolina del Sud, dove la sua famiglia sarebbe rimasta mentre lui tornava a combattere in Vietnam. Lui e sua figlia furono sepolti insieme in un'unica tomba nel cimitero nazionale ad Arlington, in Virginia. Sposato con Nina, la coppia ebbe quattro figli: James William (nato nel 1949), Carol Ann (nata nel 1950), Cathy (nata nel 1952) e Jeanne (nata nel 1957). Il Kansas Aviation Museum lo ha inserito nella Kansas Aviation Hall of Fame nel 2006.
In suo onore gli sono stati dedicati l'aeroporto per l'aviazione generale (Colonel James Jabara Airport) di Wichita, il trofeo (James Jabara Award) conferito annualmente a un allievo dell'United States Air Force Academy particolarmente distintosi negli studi.

### Annotazioni
1. ↑  Suo padre e sua madre provenivano da Marjayoun, in Libano.
2. ↑  Ricevette anche una ammonizione per non aver interrotto l'azione quando si era reso conto che il serbatoio supplementare non si era sganciato.
3. ↑  Aveva effettuato solo 63 delle 100 missioni previste dal suo turno di servizio, e non si adattava a stare dietro a una scrivania.

### Fonti
1. 1 2 3 4 5 6 7 8  Galbiati 2009, p. 40.
2. 1 2 3 4 5  Ace Pilots.
3. 1 2 3 4 5 6 7 8 9 10 11 12 13 14 15 16 17 18 19  Military Hall of Honor.
4. 1 2 3 4 5 6 7 8 9 10  Galbiati 2009, p. 41.
5. 1 2 3 4  National WW2 Museum.
6. 1 2 3 4 5 6 7  Galbiati 2009, p. 42.
7. 1 2 3  Galbiati 2009, p. 43.
8. 1 2 3 4  Galbiati 2009, p. 44.
9. 1 2 3  Galbiati 2009, p. 45.
10. 1 2 3 4 5 6 7 8  Galbiati 2009, p. 46.
11. 1 2 3 4 5 6 7  Galbiati 2009, p. 47.